# Liffré
Liffré är en kommun i departementet Ille-et-Vilaine i regionen Bretagne i nordvästra Frankrike. Kommunen ligger i kantonen Liffré som tillhör arrondissementet Rennes. År 2022 hade Liffré 8 987 invånare.

## Befolkningsutveckling
Antalet invånare i kommunen Liffré
Referens:INSEE